# بلدية بريليب
بلدية بريليب هي بلدية في جمهورية مقدونيا، بلغ عدد سكانها 76٬768 نسمة، تبلغ مساحتها 1٬194٫44 كيلومتر مربع.